# Dipartimento di Tinogasta
Tinogasta è un dipartimento argentino, situato nella parte occidentale della provincia di Catamarca, con capoluogo Tinogasta.

## Geografia fisica
Esso confina con la repubblica del Cile, la provincia di La Rioja, e con i dipartimenti di Antofagasta de la Sierra, Belén e Pomán.

## Società

### Evoluzione demografica
Secondo il censimento del 2001, su un territorio di 23.582 km², la popolazione ammontava a 22.570 abitanti, con un aumento demografico del 20,26% rispetto al censimento del 1991.

## Amministrazione
Nel 2001 il dipartimento comprendeva i seguenti comuni (municipios in spagnolo):
- Tinogasta
- Fiambalá